# سلمان فلاحي
سلمان فلاحي هو حكم كرة قدم دولي، من مواليد 1990، بدأ التحكيم الدولي في عام 2017.

## روابط خارجية
- سلمان فلاحي على موقع Soccerway.com (الإنجليزية)